# 語文規劃
語文規劃，又称「語言計画」，是对语言进行规范化的一种工作。
語文規劃是指有意識地影響他人的行為，對收購、結構或功能分配語言。通常這將涉及發展的目的，目標和戰略，以改變語言的使用。在政府一級，語文規劃的形式語言政策。許多國家的語言管理機構是專門負責制定和實施語文規劃政策。 
世界各国的語文規劃各不相同。有些国家是在政府领导下有计划地进行的，有些则是自发的。

## 特徵
語文規劃的任期往往被等同於一個第三世界背景，被視為一種工具，建立統一的民族語言的一部分現代化和國家建設。事實上，語文規劃既不是一個現代的現象，也不是僅限於第三世界。 
語文規劃不一定是在國家一級進行。它也可以進行種族，宗教或職業團體。對於語言社區，除以國界，語文規劃還可能涉及一個以上的國家（在政府或非政府一級）或國際或區域機構和會議。 
一個國際組織（總部設在美國） ，從事大量的語文規劃在世界各地，特別是對人與不成文的語言，是國際南港。 
語文規劃也可以自下而上，如運動的無性別歧視的語言在美國，起源與基層女權團體，或西非書面文運動在西非。 

## 分類
語文規劃可分為三個子問題： 

### 語料庫規劃
語料庫規劃是指指令性干預形式的一種語言。這可能是實現創造新的詞語或表達方式，修改舊的，或其他形式之間選擇。語料庫規劃目標是開發資源的一種語言，使之成為一個適當的通信媒介的現代主題和形式的話語，配備必要的術語，用於行政，教育等語料庫規劃常常與標準化一種語言，涉及編制的規範拼寫法，語法和詞典指導作家和發言者的講話中社會。努力在語言上的觸感和排斥外來語（見語言保護主義）也屬於人身規劃一樣，拼寫改革和引進新的書寫系統（例如，在土耳其語） 。對於以前不成文的語言的第一步，胼規劃是發展的文字系統。 

### 現狀規劃
地位規劃是指有意識地分配職能的語言和掃盲社區內的一次講話。它涉及到地位的選擇，使特定的語言或不同的'官方語言' ， '國家語言'等往往會涉及提高語言或方言變成威望品種，這可能是在犧牲競爭方言。現狀規劃往往是不可分割的一部分創建一個新的文字系統。現狀規劃往往是最有爭議的方面，語文規劃（見文章的語言政策） 。 

### 採集規劃
購置規劃關注的教學和學習的語言，無論是國家的語言或第二外語。它涉及的努力，影響的用戶數量和分佈的語言和掃盲，實現創造機會或獎勵，以了解他們。這種努力可能是政策的基礎上的同化或多元化。購置規劃，直接關係到語言傳播。雖然購置規劃通常是省的國家，區域或當地政府，機構，如英國文化委員會，法語，塞萬提斯學院，歌德學院， Società但丁研究所Camões ，和後來的孔子學院也十分活躍國際促進教育在其各自的語言。

## 工作內容
語文規劃包括标准语的选择和使用以及规范化工作。另外，对于语言内部也有語文規劃，一般包括语音、词汇、文字、语法。語文規劃的另外一个工作就是编制人工语言。

### 语音
语音方面主要是正音的工作。世界上的语言几乎都有正音的工作，而广播、电视对这项工作起到了很大的帮助。各国通用语的发音，一般都是以首都地区的语音为准。

### 词汇
词汇上的語文規劃在许多情况下是語文規劃的中心问题。包括编纂词典等。在词汇上的工作一直都有不同的看法：起初有些人提出排斥外来词使词汇纯洁化，法国的一些学者是一个很积极的代表。他们主张对进入法语的英语词汇加以改造，在形式上法语化，或者按照法语的发音来读英语的词汇，甚至主张完全排斥英语词汇，而用法语词汇来代替。一些西班牙语的国家也有这种倾向。而由于互相交流的频繁，词汇纯洁化已经越来越少有人支持了。
词汇上的語文規劃另一个方面是词汇的现代化。它包括：从其他语言中引入新词语；赋予旧词以新的含义；创造新词。现在世界上大部分的语言都在不同程度上采用这些方法。但是也有一些例外，例如冰岛语就不大接受外来词，汽车在冰岛语里说成是“骑着的机械”。

### 文字
語文規劃的另一个工作是文字改革。包括整个文字系统的改革和文字系统内部的个别改良。例如中国大陆的汉字改革，将繁体字简化为简体字。

### 语法
在语法方面，語文規劃的工作比较少，主要是规范语法。

## 國際語文規劃
有無數的努力，創造和促進語文規劃在國際一級。
語言學中，有關於國際語文規劃的領域被稱為語際語言學(Interlinguistics) 。這個詞通常是指研究的可能性，優化國際交流，通常涉及国际辅助语或IALs 。這句話是指計劃或擬議建造的語言，以方便世界各地的專門的國際交流，如世界語，伊多，而且中間。

## 進一步閱讀
- BASTARDAS -博阿達，阿爾貝（ 2007 ） “語言可持續性多語言的人類” ， Glossa 。一個Interdiscipinary雜誌，第二卷。 2 ，注2 。
- BASTARDAS -博阿達，阿爾貝（ 2002 ） “世界的語言政策，在全球化時代：多樣性和交際的角度'複雜' ” ， Noves Sl的。評論Sociolingüística 。
- BASTARDAS -博阿達，阿爾貝（ 2002年） ， “生態的觀點：利益與風險的社會語言學和語言政策和規劃” ，載於：填寫， Alwin ，埃爾米納炭疽菌，與美國Trampe （合編） ，五顏六色的綠色理念。貝爾納：彼得郎，頁。 77-88 。
- 陶利，五（ 1968 ）介紹一種理論的語文規劃，烏普薩拉。
- CALVET ，軍（ 1987 ）戰爭之語言與政治linguistiques萬。 Payot ，巴黎。
- COBARRUBIAS胡安，及費雪光（ 1982 ） （編）進展語文規劃：國際視野，學院。貢獻語言社會學的號碼31 ，柏林/紐約/阿姆斯特丹：木
- 庫珀，北京（ 1989年）語文規劃和社會變革，劍橋大學出版社，紐約。
- FISHMAN約書亞（ 1974年） （編輯）語文規劃的研究進展，海牙：木
- Cooper, R. L.  Language Planning and Social Change.  New York: Cambridge University Press, 1989.
- Cobarrubius, Juan &  Joshua Fishman, eds.  Progress in Language Planning: International Perspective.  The Hague: Mouton, 1983.
- Rubin, Joan, Björn H. Jernudd, Jyotirindra Das Gupta, Joshua A. Fishman and Charles A. Ferguson, eds.  Language Planning Processes.  The Hague: Mouton Publishers, 1977.
- Bastardas-Boada, Albert. "Language planning and language ecology: Towards a theoretical integration" （页面存档备份，存于）, 2000.

## 外部連結
- Articles on language planning in West Africa (Journal of West African Languages)
- Infographic: World's Weirdest Language Laws